# Щербачёв, Николай Владимирович
Николай Владимирович Щербачёв (12 августа 1853, Санкт-Петербург — 1 октября 1922, Пантен, близ Парижа) — русский композитор и пианист. Несмотря на одинаковое отчество, не брат, а лишь отдалённый родственник композиторов Владимира и Андрея Щербачёвых.
Учился в Риме у Франца Листа. В 1870-х гг. был близок к композиторам «Могучей кучки». Известен, главным образом, фортепианными пьесами, среди которых сборник «Феерии и пантомимы» (фр. Féeries et Pantomimes, 16 пьес), прелюдии, этюды, мазурки и др. (многие из этих пьес изданы в 1880-90-е гг. в Лейпциге). Написал также ряд романсов на стихи Гейне, Алексея Толстого и др.